# Tahiti Trot
Tahiti Trot (en rus Таити трот) (o Te per a dos), op. 16, és un arranjament per a orquestra simfònica de Dmitri Xostakóvitx de la cançó "Tea for Two" del musical No, No, Nanette de Vincent Youmans. Va ser composta l'any 1927 i va ser el resultat d'una aposta entre el compositor i el dedicador de la partitura, Nicolai Malko.
Tahiti Trot es va estrenar el 25 de novembre de 1928 i ràpidament es va fer popular a la Unió Soviètica. El canvi de la política cultural que va derivar de la Gran Ruptura i la fi de la NEP va fer que Xostakóvitx renunciés a l'obra. Posteriorment, va ser retirada, i després es va considerar una obra perduda fins que Guennadi Rojdéstvenski la va reconstruir a principis dels anys vuitanta a partir de parts orquestrals que li van presentar la vídua de Malko; es va publicar per primera vegada l'any 1984.

## Història

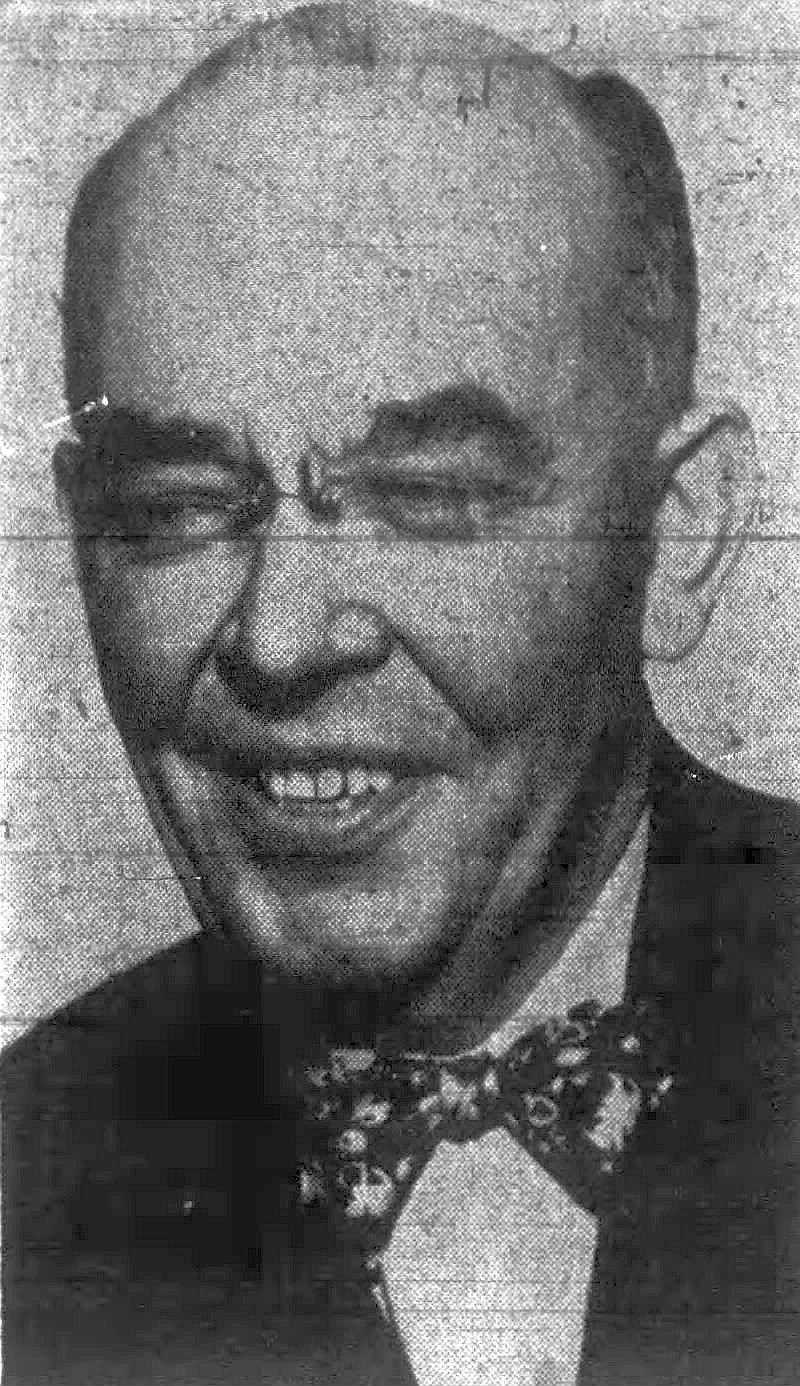
Nikolai Malko (en una foto de 1946) va proposar un arranjament orquestral de "Tea for Two" com a aposta per Xostakóvitx

A les seves memòries, Nicolai Malko recordava haver escoltat per primera vegada "Tea for Two" de Vincent Youmans al Teatre Meierhold de Moscou el 1927:
[Ells] van representar una obra anomenada Roar, China. En una de les escenes ballen uns americans en un vaixell. El foxtrot utilitzat en aquella escena es va fer molt popular. Ningú sabia qui era el compositor. […] Es deia el "Tahiti Trot". En realitat era "Te per a dos". La música de jazz era vista molt negativament a Rússia en aquells dies. No estava d'acord amb aquesta filosofia i em vaig referir a aquell foxtrot com un exemple de música que no estava malament.
Xostakóvitx va desenvolupar un interès per la música popular durant aquest període. Com Malko, havia escoltat "Tea for Two" al Teatre Meierhold. També va quedar molt impressionat per l'òpera d'Ernst Krenek influïda pel jazz, Jonny spielt auf, i el seu arranjament d'una altra cançó de Youmans de No, No, Nanette, "I Want to Be Happy". En companyia d'amics li agradava tocar al piano improvisacions d'estil jazz per a ells.

En algun moment abans d'octubre de 1927, Malko va suggerir de broma a Xostakóvitx que hauria d'orquestrar "Tea for Two" i va proposar una aposta:
Si tu, Mitenka, ets tan brillant com diuen tots, aleshores, si us plau, ves a l'habitació del costat, escriu aquesta cançó de memòria, orquestra-la i jo la tocaré. Et donaré una hora per fer-ho.
Xostakóvitx va completar la seva tasca en quaranta-cinc minuts, guanyant així l'aposta. Va dedicar la partitura a Malko com a "mostra dels [els seus] millors sentiments".
Tahiti Trot es va incloure posteriorment, amb orquestració modificada, com a interludi al tercer acte del ballet L'edat d'or a petició d'Alexandr Gauk. Xostakóvitx també va incloure Tahiti Trot en una versió inèdita de cinc moviments de la suite del ballet.

## Música
La partitura del manuscrit no té marques de tempo; aquests van ser afegits per Guennadi Rojdéstvenski quan va editar la partitura per a la seva primera publicació el 1984. Una actuació típica dura uns quatre minuts.

### Instrumentació
En l'arranjament original, l'orquestra consta dels següents instruments:
| Vent-fusta 1 flautí 2 flautes 2 oboès 1 clarinet 1 fagot Vent-metall 4 trompes franceses 3 trompetes 1 trombó | Percussió timbales triangle pandereta caixa platerets carilló xilòfon Teclats celesta | Cordes arpa 1rs violins 2ns violins violes violoncels contrabaixos |

 
Xostakóvitx va ajustar més tard l'orquestració per a la versió de Tahiti Trot a The Golden Age i va afegir una caixa xinesa i un saxo alt.

## Estrenes
Tahiti Trot es va estrenar oficialment a la Sala Gran del Conservatori de Moscou el 25 de novembre de 1928 per la SovFil Orchestra dirigida per Malko, tot i que això havia estat precedit per les seves actuacions els dies 2 i 3 d'agost amb l'Orquestra Acadèmica de Bakú a la República Socialista Soviètica de l'Azerbaidjan. Va aparèixer en un programa dedicat a la música de Xostakóvitx, que també incloïa la suite d'El Nas i un altre arranjament, Dues peces de Domenico Scarlatti, op. 17. Malko va fer una gira de Tahiti Trot per la Unió Soviètica, inclòs a Kíev, on la partitura va ser piratejada i interpretada sense permís. Segons Gauk, Tahiti Trot va obtenir l'aprovació viva del públic, que sempre va exigir que la peça fos repetida.

## Retracció i pèrdua

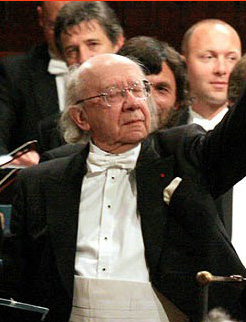
Guennadi Rojdéstvenski va reconstruir Tahiti Trot a partir de les parts orquestrals originals que Malko va llegar a la seva vídua.

La popularitat dels foxtrots i la música lleugera a la Unió Soviètica va ser vista com un "problema" per les autoritats. En una conferència del juny de 1929 del Comitè Central del PCUS, el comissari del poble d'Educació Anatoli Lunatxarski va dir que cap tasca era "més urgent" per a la cultura soviètica que reprovar les "síncopes agressives i jazzístiques del foxtrot":
La burgesia voldria que l'home visqui no tant del seu cap com dels seus òrgans sexuals. […] L'element fonamental del foxtrot deriva de la mecanització, l'erotisme suprimit i el desig d'amortitzar els sentiments a través de les drogues. […] No necessitem aquest tipus de música.
Xostakóvitx va repudiar Tahiti Trot en un número de 1930 de Proletarskiy Muzikant, la revista de la casa de l'⁣Associació Russa de Músics Proletaris. Va dir que compondre l'arranjament i deixar que Malko l'interpretés havia estat un "error polític", que l'havia concebut per a The Golden Age i que tocar fora del context del ballet feia l'efecte incorrecte que era partidari de la música lleugera, i que va enviar una carta a Malko exigint immediatament que deixés d'interpretar Tahiti Trot. Un número posterior de Proletarskiy Muzikant va publicar la resposta de Malko, on deia que mai no havia rebut cap demanda per deixar de tocar Tahiti Trot, però que no l'havia programat en cap dels seus concerts recents. També va expressar la seva irritació perquè Xostakóvitx semblava haver posat tota la culpa de l'assumpte sobre ell. En un epíleg, el consell editorial de la revista va escriure que tant el compositor com el director compartien la responsabilitat igualment.
La partitura va ser retirada i ràpidament oblidada, un fet que Gauk va deplorar a les seves memòries. El 1942, Nicolas Slonimsky va informar que el manuscrit s'havia perdut, encara que Malko va confirmar a les seves memòries que encara el posseïa.

## Reconstrucció
Guennadi Rojdéstvenski va reconstruir Tahiti Trot utilitzant les parts orquestrals originals que estaven en possessió de Malko. La seva vídua les va proporcionar a Rojdéstvenski. Tahiti Trot es va publicar per primera vegada el 1984.